# Granger (Misuri)
Granger es una villa ubicada en el condado de Scotland en el estado estadounidense de Misuri. En el Censo de 2010 tenía una población de 34 habitantes y una densidad poblacional de 82,56 personas por km².

## Geografía
Granger se encuentra ubicada en las coordenadas 40°28′1″N 91°58′25″O / 40.46694, -91.97361. Según la Oficina del Censo de los Estados Unidos, Granger tiene una superficie total de 0.41 km², de la cual 0.41 km² corresponden a tierra firme y (0%) 0 km² es agua.

## Demografía
Según el censo de 2010, había 34 personas residiendo en Granger. La densidad de población era de 82,56 hab./km². De los 34 habitantes, Granger estaba compuesto por el 100% blancos, el 0% eran afroamericanos, el 0% eran amerindios, el 0% eran asiáticos, el 0% eran isleños del Pacífico, el 0% eran de otras razas y el 0% pertenecían a dos o más razas. Del total de la población el 0% eran hispanos o latinos de cualquier raza.